# Семья Долл
Семья Долл (англ. Doll Family, букв. «кукольная семья») — группа из четырёх карликов из Германии, брата и трёх сестёр, которые были популярными исполнителями в цирковых представлениях и уличных аттракционах в Соединённых Штатах с 1920 года вплоть до выхода на пенсию в середине 1950-х годов, а также в ряде художественных фильмов.

## Состав
- Грейс (имя при рождении Фрида А. Шнайдер, 12 марта 1899 — 8 ноября 1970)
- Гарри (имя при рождении Курт Фриц Шнайдер, 3 апреля 1902 — 4 мая 1985)
- Дейзи (имя при рождении Хильда Эмма Шнайдер, 29 апреля 1907 — 15 марта 1980)
- Тини (имя при рождении Элли Энни Шнайдер, 23 июля 1914 — 6 сентября 2004)

## Карьера
Родились в семье Эммы и Густава Шнейдеров в Штольпене, Саксония, Германия. Остальные трое детей выросли нормального роста.
Гарри и Грейс были первыми в квартете, кто начал выступать в аттракционе «Гензель и Гретель». В 1914 году они были замечены американцем Бертом В. Эрлсом, который привёз их в США, чтобы отправить в турне с «Шоу Дикого запада ранчо 101». Брат и сестра жили в Пасадине, штат Калифорния, в семье Эрлса. Позднее Эрлс перевёз Дэйзи и Тини в США (в 1922 и 1926 годах соответственно).
С конца 1920-х Доллы начали гастролировать с цирком Ringling Bros. and Barnum & Bailey Circus. Они пели, танцевали и ездили верхом на лошадях и фургонах. Дейзи представляли как «маленькую Мэй Уэст». К этому времени вся семья приняла фамилию Эрлс; после смерти Эрлса в 1930 году они решили назваться Долл — англ. «куклы».
Гарри был первым, кто начал свою карьеру в кино, в фильме режиссёра Тода Браунинга с Лоном Чейни «Несвятая троица» (1925) в роли безжалостного карлика Труляля. Позднее он исполнял эту же роль в звуковом ремейке фильма 1930 года, вновь с Чейни, но на этот раз с режиссёром Джеком Конвеем. Семья также начала появляться в фильмах вместе, почти всегда как цирковые артисты, и снималась в некоторых комедиях с дуэтом комиков Лорел и Харди. Гарри и Дейзи исполняли главные роли в фильме компании Metro-Goldwyn-Mayer 1932 года «Уродцы» (Freaks), Тини также получила там небольшую роль. Именно Гарри обратил внимание Тода Браунинга на рассказ Тода Роббинса «Шпоры», на котором был основан этот фильм. Все четверо, брат и сёстры, играли жевунов в фильме «Волшебник страны Оз», где Гарри исполнял небольшую роль в качестве одного из членов «Гильдии Лоллипоп», которые приветствовали Дороти после её прибытия в Оз. Доллы называли себя «Кино-Карликами» («The Moving Picture Midgets»), указывая на многочисленные фильмы с их участием.
Доллы были сплочённой семьёй, члены которой всегда жили, ели, работали вместе, за исключением краткого брака Дейзи в 1942 году с человеком среднего роста, Луисом Э. Раньяном, который закончился разводом меньше чем через год. Возможности семьи как актёров всегда были ограничены, и они перестали появляться в кино, хотя Дейзи позже сыграла небольшую роль в фильме «Величайшее шоу мира» (1952) режиссёра Сесиля Блаунта де Милля. Доллы вернулись к работе в бродячих аттракционах. После того как цирк Ринглингов был продан в 1956 году, Доллы гастролировали с Христианским цирком.
В 1958 году Доллы завершили выступления. Семья купила дом в Сарасоте (штат Флорида), в котором и жили все четверо. Дом часто упоминался в прессе, так как был построен на заказ, с мебелью небольшого размера. Все члены семьи жили в доме до самой смерти, дольше всех жила Тини, скончавшаяся после продолжительной болезни в возрасте 90 лет.